# Grumman F4F Wildcat
Grumman F4F Wildcat je američki jednomotorni lovac namijenjen djelovanju s nosača zrakoplova. Najviše se koristio u Drugom svjetskom ratu, gdje se, usprkos inferiornim letnim sposobnostima u odnosu na glavnog rivala Mitsubishi A6M Zero, pokazao kao vrlo čvrst i pouzdan zrakoplov, odnosno kao udarna snaga mornaričkog zrakoplovstva u prvim godinama rata.

## Razvoj
Tijekom 1935. godine američka mornarica je objavila natječaj za novi lovački zrakoplov koji bi djelovao s nosača zrakoplova i koji je trebao zamijeniti već pomalo zastarjeli Grumman F3F. Na posljetku su u konkurenciju ušla dva prototipa i to Brewster-ov XF2A-1 i Grumman ov XF4F-1 (Grummanova oznaka - Model G-16). Brewsterov prototip je bio jednokrilac, dok je Grumman-ov bio dvokrilac. Uvidjevši da se masovno odustaje od proizvodnje dvokrilaca i da neće imati puno šansi u natječaju s Brewsterom, Grumman je uputio zahtjev mornarici da promijeni prototip, što im je i odobreno u lipnju 1936. godine, te je sačinjen novi prototip XF4F-2 (Model G-18). 
Novi prototip je bio jednokrilac pogonjen zračno hlađenim Pratt & Whitney R-1830-66 motorom s 1050 KS-a (785kW) s 14 cilindera u dva reda. 
Novi prototip je prvi puta poletio dana 2. rujna 1937. godine. Tijekom idućih mjeseci Grummanovi inženjeri su radili na razvoju i poboljšanjima zrakoplova koji je potom predan mornarici kako bi se testirale njegove sposobnosti. U međuvremenu se u utrku uključio još jedan zrakoplov – Seversky XNF-1 koji je ustvari trebao predstavljati mornaričku verziju zrakoplova Seversky P-35. 
Zrakoplov je od početka imao velikih problema s motorom, te je prilikom jednog leta došlo do potpunog otkazivanja motora i prisilnog slijetanja u kojem je XF4F-2 bio jako oštećen. Upravo zbog navedenih problema s motorom, mornarica je za pobjednika natječaja izabrala Brewster-ov XF2A-1, te je isti tijekom lipnja 1938. godine uveden u operativnu uporabu pod imenom Brewster F2A Buffalo. Zrakoplov Seversky XNF-1 se pokazao potpuno nepraktičnim za mornaricu, dok je u Grummanovu modelu usprkos svim problemima prepoznat određeni potencijal, te im je dopušten daljnji razvoj zrakoplova. 
U listopadu 1938. godine zaprimljen je novi ugovor o nastavku razvoja prototipa XF4F-2. Zrakoplov je obnovljen te prilagođen kako bi mogao primiti novi eksperimentalni motor Pratt & Whitney XR-1830-76 s 1200 KS-a (895kW) koji je pokretao Hamilton standard propeler s tri kraka, čime prototip dobiva novi naziv XF4F-3 (Model G-36). Jedino su stajni trap, kokpit i središnji dijelovi trupa ostali neizmijenjeni u odnosu na XF4F-2.
U siječnju 1939. godine zrakoplovu je dodan novi motor, te je 12. veljače 1939. godine obavljen prvi let, nakon čega je zrakoplov ponovo predan mornarici kako bi se novi prototip testirao. Novi zrakoplov je pokazao premoć u odnosu na Brewsterovog F2A u svim segmentima.
Po zahtjevu mornarice su obavljene još neke male preinake, te je u kolovozu 1939. godine, nakon gotovo 4 godine razvoja, mornarica konačno bila zadovoljna te su od Grummana naručena 54 zrakoplova pod nazivom F4F-3. Zrakoplov je bio pogonjen Pratt & Whitney R-1830-76, zračno hlađenim zvjezdastim motorom s 14 cilindera smještenih u 2 reda, koji je proizvodio 1200 konjskih snaga (900kW), te naoružan s 4 zrakoplovne strojnice M2 Browning od 12.7 mm, smještene u krilima s po 450 komada streljiva svaka. 

## Povijest korištenja
Iako je F4F Wildcat američki zrakoplov, prvu zračnu pobjedu odnijela su 2 britanska mornarička Martleta Mk I (britanski naziv za Wildcata), dana 25. prosinca 1940. godine kada su oborila Luftwaffeov Junkers Ju-88 iznad baze Scapa Flow u Sjevernom moru uz škotsku obalu. 
Prvi američki Wildcati koji su se našli u borbi, gotovo godinu dana nakon britanskih, su bili oni s otoka Wake iz 211. marinske eskadrile (VMF-211), dana 8. prosinca 1941. godine. Od 12 Wildcata stacioniranih na otoku 7 ih je stradalo prije negoli su i uspjeli poletjeti, dok su ostalih 5 izgubljeni u daljnjim pokušajima obrane otoka od japanske invazije.
 
Prva zračna pobjeda koju je postigao F4F Wildcat s nosača zrakoplova bila je 1. veljače 1942. godine prilikom napada eskadrile VF-6 s nosača USS Enterprise na japansku bazu smještenu na Kwajalein atolu u Maršalovim otocima, pri čemu je oboren japanski Mitsubishi A5M Claude. Gotovo istodobno Wildcat iz eskadrile VF-42 s nosača USS Yorktown je uspio oboriti jedan neprijateljski Kawanishi H6K Mavis hidroavion. Dana 20. veljače 1942. godine F4F Wildcat dobiva svog prvog zračnog asa, odnosno prvog mornaričkog asa uopće u 2. svjetskom ratu - poručnik Edward "Butch" O´ Hare koji je u tri naleta uspio oboriti 5 bombardera Mitsubishi G4M Betty.

## Inačice
- XF4F-1 (Model G-16) - originalni dizajn dvokrilca, nije izgrađen.
- XF4F-2 (Model G-18) - prvi prototip
- XF4F-3 (Model G-36) - drugi prototip
- F4F-3 - prva proizvodna verzija, s fiksnim krilima
- F4F-3A- F4F-3 s R-1830-90 motorom.
- F4F-3S Wildcatfish -hidro verzija
- F4F-3P - F4F-3 prepravljen u izvidnički zrakoplov
- XF4F-4 - prototip za F4F-4
- F4F-4 - verzija sa sklopivim krilima i 6 strojnica
- F4F-4P - F4F-4 prepravljen u izvidnički zrakoplov
- XF4F-5P - (Model G-36A) prototip namijenjen izvozu
- XF4F-6 - prototip za F4F-3A
- F4F-7- nenaoružani izvidnički zrakoplov velikog dometa
- XF4F-8 - prototip s Wright R-1820-56 Cyclone motorom
- FM-1 - General Motors/Eastern aircraft-ova verzija F4F-4, ali s 4 strojnice
- FM-2 - GM/Easternov-a verzija XF4F-8.

Izvozne verzije za britansku mornaricu (Fleet Air Arm):
- Martlet Mk I - Model G-36A s Cyclone motorom za britance, prvo namijenjen Francuskoj
- Martlet Mk II -  Model G-36B sa sklopivim krilima za britance
- Martlet Mk IIIA - Model G-36B s fiksnim krilima za britance
- Martlet Mk IIIB - F4F-3A za britance s P&W R-1830-90 motorom, prvo namijenjen Grčkoj
- Martlet Mk IV- F4F-4 s Cyclon motorom
- Wildcat Mk V - GM/Easternov FM-1 za britance
- Wildcat Mk VI - GM/Easternov FM-2 za britance

## Tehničke karakteristike (F4F-4)
Osnovne karakteristike
- posada: 1
- dužina: 8,8 m
- raspon krila: 11,6 m
- površina krila: 24,2 m2
- visina: 2,80 m

Letne karakteristike
- najveća brzina: 515 km/h
- dolet: 1.240 km
- brzina penjanja: 9,9 m/s
- najveća visina leta: 12.000 m
- motor: 1 x Pratt & Whitney R-1830-86 radialni motor

Naoružanje
- naoružanje: 6x12,7mm M2 Browning, bombe 2x45 kg, 127 mm HVAR rakete